# Arthur von Landesberg
Arthur Gustav von Landesberg (* 16. April 1820 in Ostenholz; † 2. Juli 1881 in Bückeburg) war ein deutscher Offizier und Mitglied des Deutschen Reichstags.

## Leben
Landesberg(en) entstammte einer alten, in Schaumburg-Lippe, Hessisch-Schaumburg und in Wunstorf bei Hannover begüterten Adelsfamilie. Sein Vater war Ludwig von Landesberg (1787–1863), ein Husaren-Offizier, der von 1843 bis 1856 die hannoversche Kadettenanstalt leitete. Bruder seines Vaters war der Verwaltungsjurist Philipp von Landesberg.
Er trat 1837 in das hannoversche Heer ein und wurde 1838 Seconde-Lieutenant (Leutnant) im Garde-Jäger-Bataillon, in dem er 1847 Premier-Lieutenant (Oberleutnant) und 1851 Capitain bzw. Hauptmann. Seit 1855 war er Kompaniechef im Garde-(Infanterie-)Regiment, in dem er 1859 als Major in den Regimentsstab aufrückte; 1864 wurde er Oberstleutnant. Er war damals der am meisten ausgezeichnete, aktive Offizier der hannoverschen Armee – unterhalb des Rangs Generalleutnant.
Nach dem Deutschen Krieg 1866 und der nachfolgenden Annexion Hannovers durch Preußen scheint er seine militärische Karriere beendet zu haben. Er lebte in Bückeburg und auf den Gütern seiner Familie in Wunstorf, Stadthagen und im hessischen Teil der Grafschaft Schaumburg.  Am 30. März 1880 wurde er bei einer Nachwahl für den verstorbenen Abgeordneten Karl von Müller in den Deutschen Reichstag für den Wahlkreis Hannover 4 (Osnabrück) gewählt. Er galt dort als Unterstützer der Deutsch-Hannoverschen Partei bzw. als „Welfe“ und als Hospitant des Zentrums.